# Liste der denkmalgeschützten Objekte in St. Radegund
Die Liste der denkmalgeschützten Objekte in St. Radegund enthält die 4 denkmalgeschützten, unbeweglichen Objekte der Gemeinde St. Radegund.

## Denkmäler
| Foto |                 | Denkmal                                                                      | Standort                               | Beschreibung | Metadaten |
| ---- | --------------- | ---------------------------------------------------------------------------- | -------------------------------------- | --- | --- |
| ja   | Datei hochladen | Bauernhaus, Franz-Jägerstätter-Museum HERIS-ID: 79352 Objekt-ID: 93030       | Hadermarkt 7 Standort KG: Hadermarkt   | | BDA-Hist.: Q38154338 Status: § 2a Stand der BDA-Liste: 2025-06-30 Name: Bauernhaus, Franz Jägerstätter-Museum GstNr.: .40 Franz-Jägerstätter-Museum St. Radegund                          |
| ja   | Datei hochladen | Kath. Pfarrkirche hl. Radegund und Friedhof HERIS-ID: 38446 Objekt-ID: 38017 | St. Radegund 1 Standort KG: Hadermarkt | Die Pfarrkirche Hl. Radegund wurde 1372 erstmals urkundlich erwähnt und 1422 erweitert. Die Kirche ist ein kleiner spätgotischer Tuffsteinbau am Steilufer der Salzach. Der Chor ist einjochig und mit 5/8 Schluss ausgeführt, das Langhaus ist vierjochig und netzrippengewölbt, 1560 wurden Seitenschiffe angebaut. Der Hochaltar wurde unter Verwendung von älteren Teilen im dritten Viertel des 18. Jahrhunderts errichtet. In der Vorhalle befinden sich Bilder von Johann Baptist Wengler aus der Mitte des 19. Jahrhunderts. | BDA-Hist.: Q21561357 Status: § 2a Stand der BDA-Liste: 2025-06-30 Name: Kath. Pfarrkirche hl. Radegund und Friedhof GstNr.: .122, 930 Saint Radegund Church (St. Radegund, Upper Austria) |
| BW   | Datei hochladen | Bildstock HERIS-ID: 79365 Objekt-ID: 93043                                   | St. Radegund 2 Standort KG: Hadermarkt | | BDA-Hist.: Q38154389 Status: § 2a Stand der BDA-Liste: 2025-06-30 Name: Bildstock GstNr.: 917/2                                                                                           |
| BW   | Datei hochladen | Pfarrhof und Backhaus HERIS-ID: 79362 Objekt-ID: 93040                       | St. Radegund 3 Standort KG: Hadermarkt | | BDA-Hist.: Q38154380 Status: § 2a Stand der BDA-Liste: 2025-06-30 Name: Pfarrhof und Backhaus GstNr.: .119/1, .119/2                                                                      |